# St. Erhard (Wichsenstein)

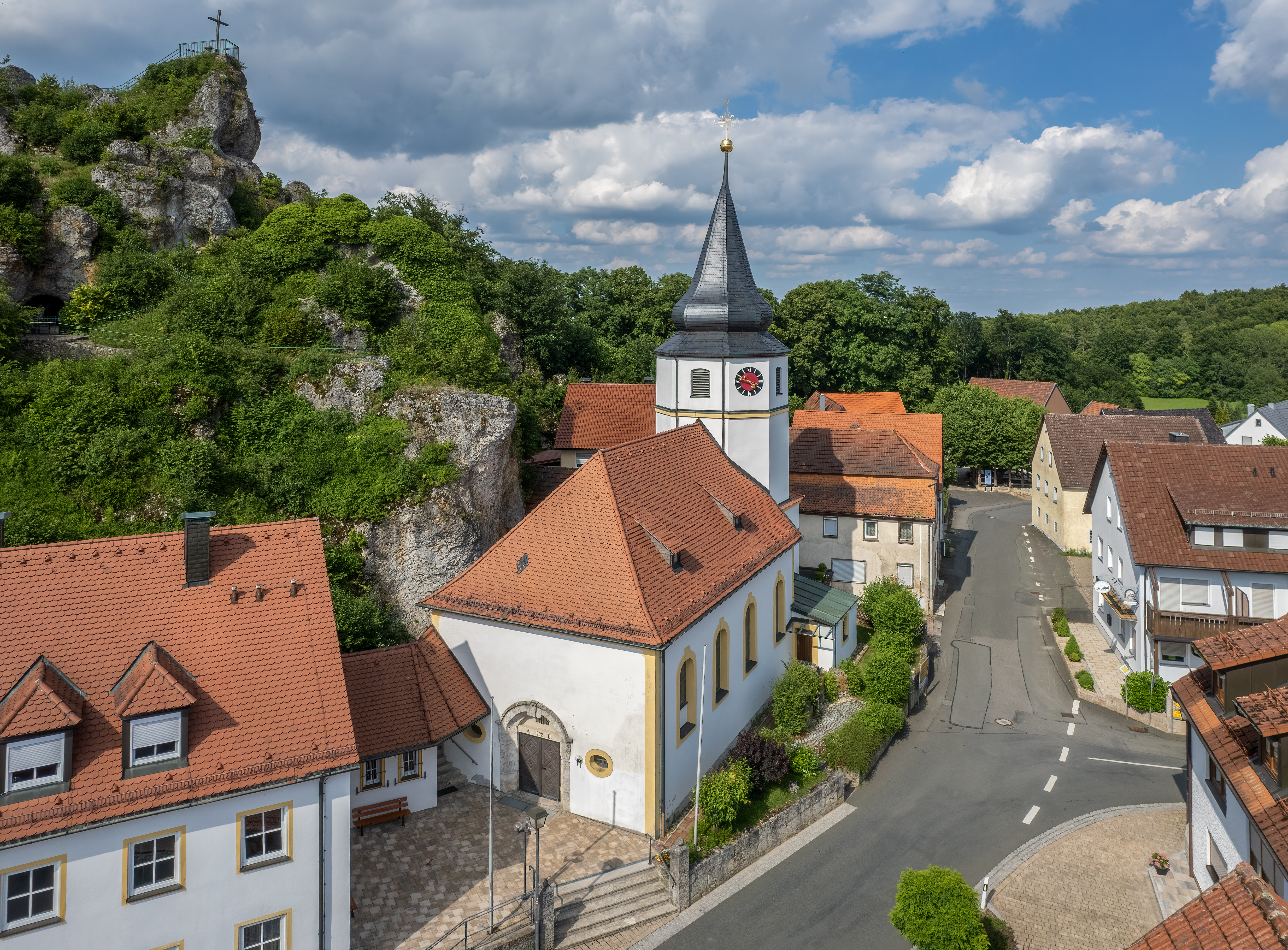
St. Erhard (Wichsenstein)

Die römisch-katholische, denkmalgeschützte Pfarrkirche St. Erhard steht unterhalb des Burgstalls Wichsenstein in Wichsenstein, einem Gemeindeteil des Marktes Gößweinstein im Landkreis Forchheim (Oberfranken, Bayern). Die Kirche ist unter der Denkmalnummer D-4-74-129-72 als Baudenkmal in der Bayerischen Denkmalliste eingetragen. Die Kirche gehört zum Seelsorgebereich Fränkische Schweiz im Dekanat Forchheim des Erzbistums Bamberg.

## Beschreibung
Die Saalkirche wurde 1628 nach einem Entwurf von Giovanni Bonalino erbaut. Sie besteht aus einem Langhaus, das 1922 nach Westen verlängert wurde, und einem quadratischen Chorturm im Osten, der 1874/75 mit zwei achteckigen Geschossen aufgestockt und mit einer schiefergedeckten Haube bedeckt wurde. 
Der Innenraum des Chors, d. h. das Erdgeschoss des Chorturms, ist mit einem Kreuzgratgewölbe überspannt. Zur Kirchenausstattung gehört der 1723 von Johann Michael Doser 1723 gebaute Altar im Chor.